# Michael Cage
Michael Jerome Cage (ur. 28 stycznia 1962 w West Memphis) – amerykański koszykarz, skrzydłowy, komentator sportowy.
W 1988 roku został liderem National Basketball Association pod względem zbiórek. Została wtedy rozegrana najbardziej zacięta walka o tytuł lidera w tej kategorii, w całej historii ligi. Pokonał on w rezultacie Charlesa Oakleya z Chicago Bulls o zaledwie 0,3 (dokładnie 0,027) zbiórki. Potrzebował uzyskać 28 zbiórek w swoim ostatnim spotkaniu sezonu zasadniczego, aby zostać liderem, zanotował ich 30.
Najbardziej udany pod względem statystycznym okres w jego karierze przypadł na lata 1987–1988. Notował wtedy odpowiednio 15,7 punktu, 11,5 zbiórki, 1,2 przechwytu i 14,5 punktu, 13 zbiórek, 1,3 przechwytu, uzyskując dwukrotnie double-double. Czterokrotnie plasował się w czołowej dziesiątce najlepiej zbierających zawodników ligi.
17 września 2014 roku został sprawozdawcą sportowy spotkań Oklahoma City Thunder, zastępując na tym stanowisku Granta Longa.

## Osiągnięcia
NCAA
- 2-krotny zawodnik roku konferencji Western (1983–1984)[5]
- Zaliczony do:
  - I składu WAC (1983, 1984)
  - II składu All-American (1984)[6]
- Uczelnia zastrzegła należący do niego numer 44[7]

NBA
- Lider NBA w zbiórkach (1988)[8]

Reprezentacja
- Mistrz igrzysk panamerykańskich (1983)[9]